# Liste der Monuments historiques in Châtillon-la-Palud
Die Liste der Monuments historiques in Châtillon-la-Palud führt die Monuments historiques in der französischen Gemeinde Châtillon-la-Palud auf.

## Liste der Bauwerke
| Bezeichnung      | Beschreibung                  | Standort | Kennzeichnung | Schutzstatus | Datum | Bild           |
| ---------------- | ----------------------------- | -------- | ------------- | ------------ | ----- | -------------- |
| Kirche St-Irénée | Erbaut im 16./17. Jahrhundert | (Lage)   | PA00116365    | Inscrit      | 1966  | weitere Bilder |

## Liste der Objekte
- Monuments historiques (Objekte) in Châtillon-la-Palud in der Base Palissy des französischen Kultusministeriums